# Olympische Sommerspiele 1972/Schwimmen – 200 m Schmetterling (Frauen)
Der Schwimmwettkampf über 200 Meter Schmetterling der Frauen bei den Olympischen Spielen 1972 in München wurde am 4. September ausgetragen.

## Ergebnisse

### Vorläufe

#### Vorlauf 1
| Rang | Athletin         | Nation   | Zeit (min) | Anm.  |
| ---- | ---------------- | -------- | ---------- | ----- |
| 1    | Rosemarie Kother | DDR      | 2:18,32    | OR, Q |
| 2    | Mayumi Aoki      | Japan    | 2:23,01    | Q     |
| 3    | Anca Groza       | Rumänien | 2:30,32    |       |
| 4    | Grisel Mendoza   | Mexiko   | 2:35,85    |       |

#### Vorlauf 2
| Rang | Athletin        | Nation             | Zeit (min) | Anm.  |
| ---- | --------------- | ------------------ | ---------- | ----- |
| 1    | Ellie Daniel    | Vereinigte Staaten | 2:17,18    | OR, Q |
| 2    | Jean Jeavons    | Großbritannien     | 2:27,59    |       |
| 3    | Eva Wikner      | Schweden           | 2:29,03    |       |
| 4    | Margrit Thomet  | Schweiz            | 2:29,21    |       |
| 5    | Věra Faitlová   | Tschechoslowakei   | 2:29,34    |       |
| 6    | Moira Brown     | Großbritannien     | 2:30,08    |       |
| 7    | Jennifer McHugh | Kanada             | 2:30,36    |       |

#### Vorlauf 3
| Rang | Athletin       | Nation             | Zeit (min) | Anm. |
| ---- | -------------- | ------------------ | ---------- | ---- |
| 1    | Lynn Colella   | Vereinigte Staaten | 2:18,80    | Q    |
| 2    | Noriko Asano   | Japan              | 2:20,09    | Q    |
| 3    | Gail Neall     | Australien         | 2:23,21    | Q    |
| 4    | Frieke Buys    | Niederlande        | 2:24,20    |      |
| 5    | Olga de Angulo | Kolumbien          | 2:34,69    |      |
| 6    | Hsu Yue-yun    | Republik China     | 2:44,88    |      |

#### Vorlauf 4
| Rang | Athletin            | Nation             | Zeit (min) | Anm. |
| ---- | ------------------- | ------------------ | ---------- | ---- |
| 1    | Karen Moe           | Vereinigte Staaten | 2:18,15    | Q    |
| 2    | Helga Lindner       | DDR                | 2:20,00    | Q    |
| 3    | Brigitte Mertz      | DDR                | 2:24,92    |      |
| 4    | Sue Funch           | Australien         | 2:26,69    |      |
| 5    | Eva Sigg            | Finnland           | 2:27,64    |      |
| 6    | Ileana Morales      | Venezuela          | 2:28,41    |      |
| 7    | Maria Isabel Guerra | Brasilien          | 2:32,60    |      |

### Finale
| Rang | Athletin         | Nation             | Zeit (min) | Anm. |
| ---- | ---------------- | ------------------ | ---------- | ---- |
| 1    | Karen Moe        | Vereinigte Staaten | 2:15,57    | WR   |
| 2    | Lynn Colella     | Vereinigte Staaten | 2:16,34    |      |
| 3    | Ellie Daniel     | Vereinigte Staaten | 2:16,74    |      |
| 4    | Rosemarie Kother | DDR                | 2:17,11    |      |
| 5    | Noriko Asano     | Japan              | 2:19,50    |      |
| 6    | Helga Lindner    | DDR                | 2:20,47    |      |
| 7    | Gail Neall       | Australien         | 2:21,88    |      |
| 8    | Mayumi Aoki      | Japan              | 2:22,84    |      |